# Ranitomeya flavovittata
Ranitomeya flavovittata — вид жаб родини Дереволази (Dendrobatidae). Отруйна амфібія.

## Поширення
Ендемік Перу. Відомий тільки по типовому місцезнаходженню у регіоні Лорето.